# St. Bonifatius (Altenbeichlingen)

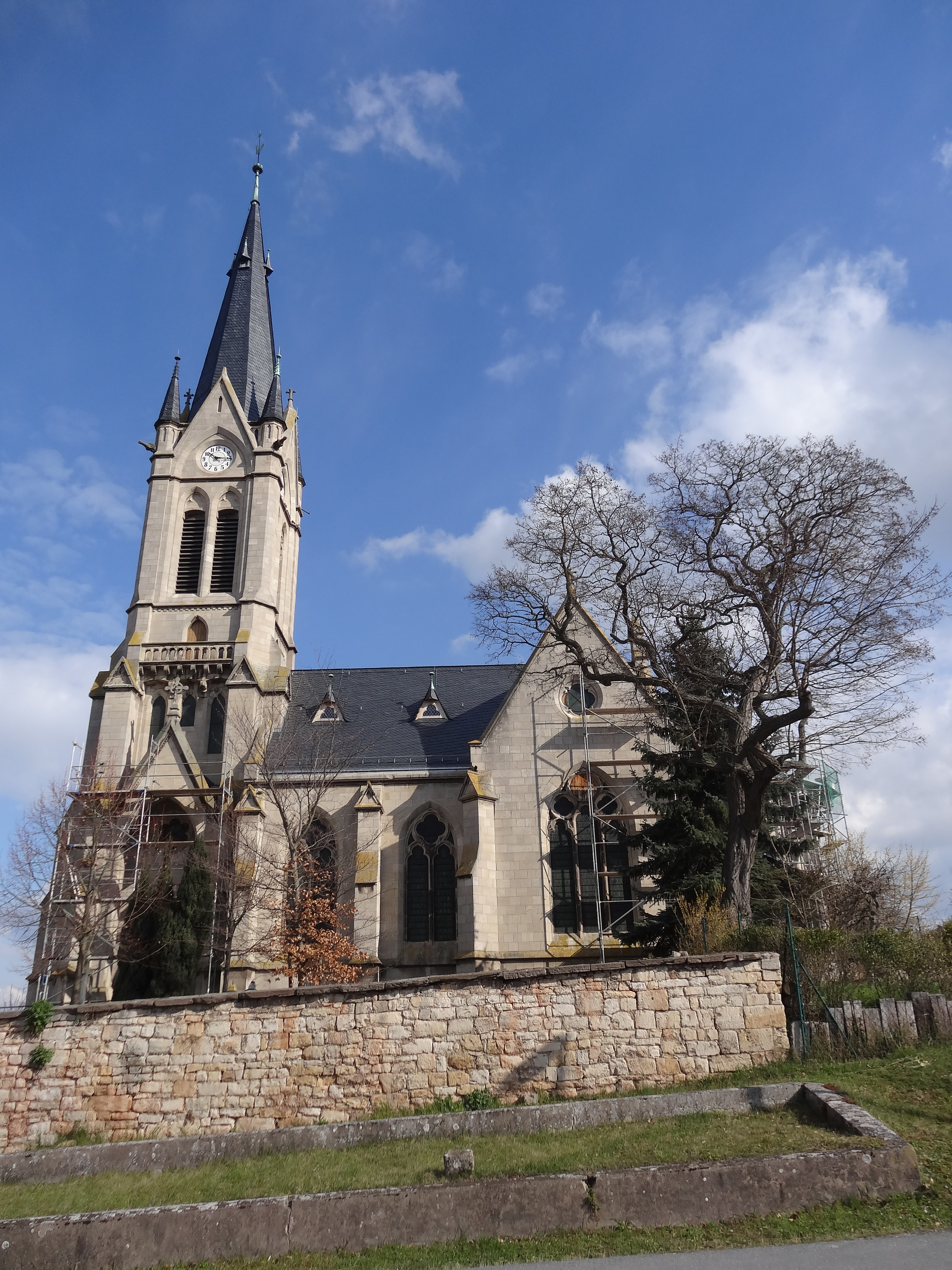
St. Bonifatius Altenbeichlingen

Die evangelische Dorfkirche St. Bonifatius steht im Ortsteil Altenbeichlingen der Stadt Kölleda im Landkreis Sömmerda in Thüringen. Sie gehört zum Pfarrbereich Kölleda im Kirchenkreis Eisleben-Sömmerda der Evangelischen Kirche in Mitteldeutschland.

## Geschichte
Die Dorfkirche wurde von 1897 bis 1898 im neugotischen Stil erbaut. Die Pläne stammten vom Architekten Friedrich Fahro, Bauherr war Eberhard Hillebrand.  St. Bonifatius steht unter Denkmalschutz. Für die in Ziegelstein errichteten historistische Kirche wurden auch die Natursteine des Vorgängerbaus verwendet, über den – außer dem alten Bonifatius-Patrozinium – sonst nichts überliefert ist.
2014 wurde die Kirche Siegerin der Stiftung zur Bewahrung kirchlicher Baudenkmäler in Deutschland (Stiftung KiBa) im Monat Februar.

## Ausstattung
Das Innere besitzt ein Rippengewölbe aus Ziegelsteinen. Decken, Wände und Bögen sind farbig mit Ornamenten und Schriftzeichen bemalt. Der Altar, der Taufstein mit seinem Becken sowie die Kanzel sind aus Kalksteinen mit Marmor und mit farbigen Mosaikeinlagen versehen. Auch die hölzernen Teile sind geschmückt.

## Orgel
Die Orgel von St. Bonifatius wurde im Jahre 1898 von Ernst Röver (Hausneindorf) erbaut. Sie umfasst 18 Register auf zwei Manualen (C–f3) und Pedal (C–d1). Ton- und Registertraktur sind pneumatisch. Das Instrument wurde in den Jahren 1996 bis 1999 von Hartmut Schüßler / Thomas Wolf (Greiz) restauriert.
Disposition
| I. Manual C–c3 |            |     |
| 1.             | Bordun     | 16′ |
| 2.             | Principal  | 8′  |
| 3.             | Gamba      | 8′  |
| 4.             | Hohlflöte  | 8′  |
| 5.             | Gemshorn   | 8′  |
| 6.             | Oktave     | 4′  |
| 7.             | Flauto     | 4′  |
| 8.             | Mixtur III |     |

| II. Manual C–c3 |                  |    |
| 9.              | Geig. Prinzipal  | 8′ |
| 10.             | Harmonieflöte    | 8′ |
| 11.             | Lieblich Gedackt | 8′ |
| 12.             | Violino          | 8′ |
| 13.             | Viola            | 4′ |
| 14.             | Flauto Dolce     | 4′ |

| Pedal C–c1 |            |     |
| 15.        | Subbaß     | 16′ |
| 16.        | Violonbaß  | 16′ |
| 17.        | Oktavbaß   | 8′  |
| 18.        | Gedacktbaß | 8′  |

- Normalkoppeln, 4 feste Kombinationen

## Varia
- Die Baupläne der Kirche Altenbeichlingen von Friedrich Fahro wurden bereits fünf Jahre früher für die Lutherkirche in Bad Kösen verwendet.[5]